# Stonychophora elegans
Stonychophora elegans är en insektsart som beskrevs av Heinrich Hugo Karny 1934. Stonychophora elegans ingår i släktet Stonychophora och familjen grottvårtbitare. Inga underarter finns listade i Catalogue of Life.